# ルナ計画

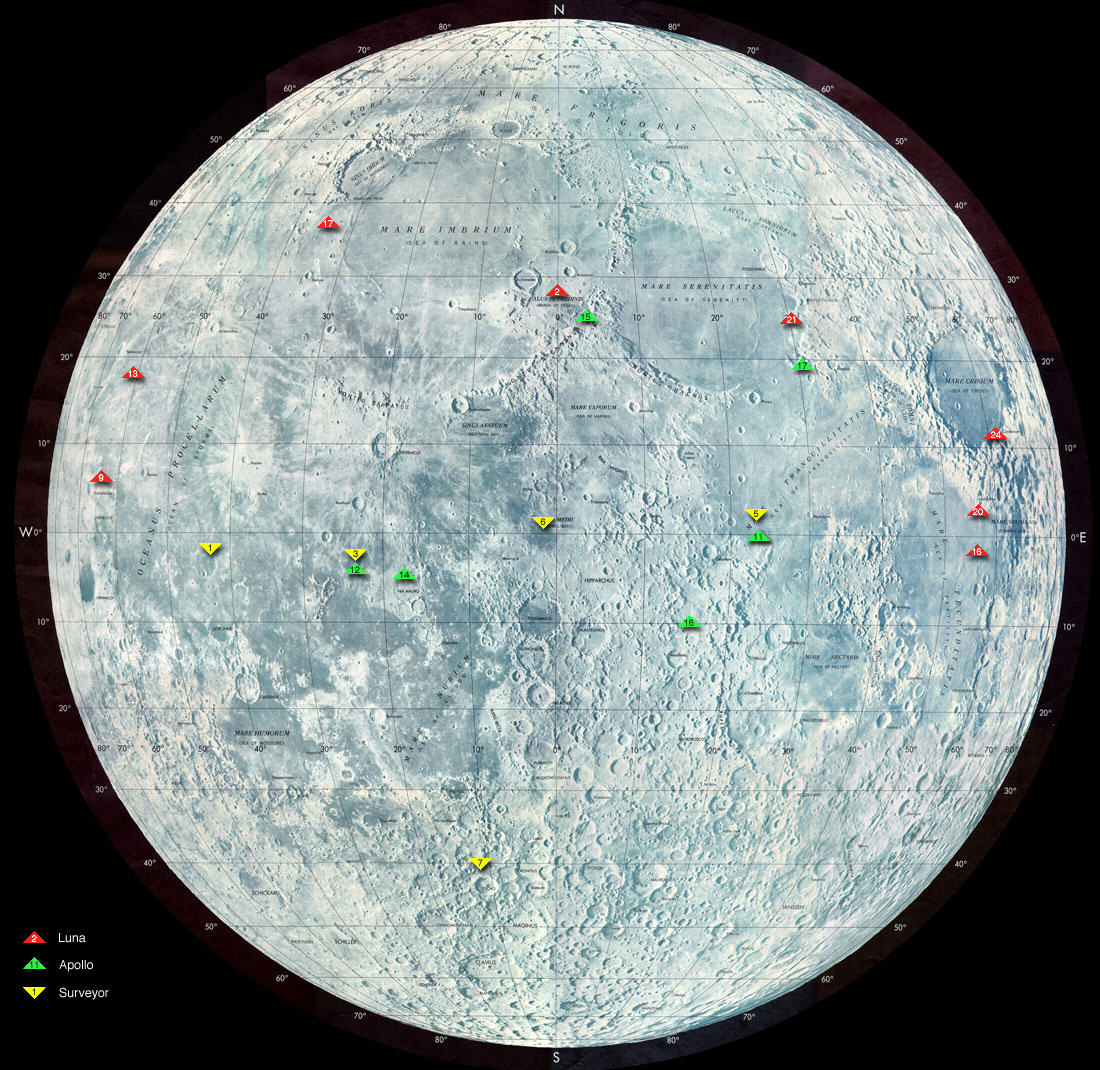
赤色が月面におけるルナ計画の着陸位置。

ルナ計画（ルナけいかく、露:Программа Луна）は、ソビエト連邦の無人月探査計画である。1959年から1976年までの間に、ルナ1号からルナ24号までを月に送った。他に19機の打ち上げ失敗機もあるので、ソ連は1958年から1976年の間に、ゾンド計画を除いて合計43機の月探査機を打ち上げたことになる。
当初、宇宙開発競争においてアメリカ合衆国の一歩先を進んでいたソビエト連邦は、この計画によって月探査計画でも米国に先んじることとなった。米国は、のちのアポロ計画で立場が逆転するまで、ルナ2号の月面到達やルナ9号の月面着陸の成功によって、非常に危機感を覚えたという。
また、ルナ計画の15号以降は、1975年に予定されていた（当初予定は1970年後半）全自動操縦による有人月面着陸「ソユーズL3計画」の下準備であった。

## 計画の推移

### 初期のルナ計画
1957年から1958年にかけて、ソ連・アメリカとも人工衛星打ち上げによって宇宙開発の第一歩を踏み出し、宇宙開発が国威発揚の格好の手段であることを知った。両国とも有人宇宙飛行という大きな目標を抱えたが、有人飛行の開発が本格化する前にそれより難易度の低い月探査競争が行われた。ルナ1号から3号まではこの過程で打ち上げられた。
この時代の月探査は月への接近あるいは衝突を目的としていた。アメリカは1958年9月にパイオニア月探査機の打ち上げを開始したものの、十分な成果は得られなかった。同じ頃、ソ連も月面衝突を目指してルナ探査機を打ち上げたが、ロケットの故障のため3回連続で失敗した。1959年1月2日の4回目の打ち上げで初めて月へ向かう軌道に探査機を投入することに成功し、これをルナ1号と名づけた。ルナ1号は月に衝突しなかったものの、地球の重力圏から離れた世界初の人工惑星になった。
1回の失敗をはさんで1959年9月12日に打ち上げられたルナ2号は世界で初めて月面に到達した人工物となった。3週間後の10月4日に打ち上げられたルナ3号は、月の裏側を世界で初めて撮影することに成功した。1960年4月には2機の月探査機を打ち上げたがこれはいずれも失敗した。以降ソ連は有人宇宙飛行の実現に力を入れたため、月探査はしばらく途絶えることとなった。
アメリカはパイオニア計画で対抗したが、目立った成果としてはパイオニア4号が月から6万kmの距離を通過した程度であった。

### 月探査の再開
1961年4月12日、ボストーク1号が世界初の有人宇宙飛行に成功し、有人宇宙飛行においてもソビエトがアメリカに先んじることになった。これを受けて1961年5月、アメリカ大統領のジョン・F・ケネディが10年以内の有人月着陸で巻き返しを図ることを表明し、米ソともに有人月飛行が次の目標に据えられた。
ソ連は有人月飛行の調査と技術開発のためルナ計画を再開した。ルナ4号から14号では新規に設計された重量1.5トンのE-6（Ye-6）シリーズを使用した。E-6はユニットを取り替えることで月着陸にも周回にも対応できた。これは、対するアメリカが衝突用のレインジャー、着陸用のサーベイヤー、周回用のルナ・オービターと3種類の探査機を開発したことと対照的である。打ち上げには従来のボストークロケットより高性能なモルニヤロケットを使用した。
アメリカは1962年に月へ向けてレインジャー探査機のブロック2（3号-5号）を飛ばしたが、いずれも失敗に終わった。1964年にはレインジャーのブロック3（6号-9号）で再度月探査に挑戦し、6号を除いて成功を収めた。アメリカは続いて着陸機と周回機の準備を進めた。一方のソ連は1963年に世界初の月面軟着陸を目指してE-6探査機の打ち上げを開始した。当初は失敗が続き、3年間の間に11機もの探査機が失われたが、サーベイヤーの運用が始まる5ヶ月前の1966年2月3日にルナ9号が世界初の月軟着陸を成し遂げた。さらに1回の失敗を挟んで1966年4月3日にルナ10号が世界初の月周回探査機となった。
ルナ11号は月周辺の環境や月の表面を調査し、ルナ12号は軌道上から月面を撮影した。ルナ13号は改良型の月着陸機で、月面の撮影や土壌の調査を行った。2回の失敗の末に1968年4月7日打ち上げられたルナ14号は、有人飛行のための宇宙船の通信や追跡の実験台となった。
ルナ計画は一定の成果を収めていた一方、ソ連の有人月着陸計画（L3計画）の遅れは決定的なものとなっていた。月接近飛行（L1計画）はまだアメリカに先んじる望みがあり、1968年3月以降、ルナ計画とは別に月接近飛行のテストフライトとしてゾンド宇宙船が打ち上げられた。ところが宇宙船はトラブルが相次ぎ、有人打ち上げが延期されている間に、1968年12月にアメリカのアポロ8号が世界初の有人月周回を成功させた。これによりソ連はアメリカの逆転を許すこととなった。

### E-8シリーズ
1960年代の終わりにはモルニヤロケットより強力なプロトンロケットが使用可能になった。プロトンは月まで重量5トン程度のペイロードを送り届けることができた。このロケットに合わせて設計されたのがE-8（Ye-8）探査機であった。E-8は重量5トンの大型月探査機で、E-6と同様に複数の派生型が用意された。E-8は月面車を使用して探査を行う型、E-8-5はサンプルリターン（月の石の回収）を行う着陸機、E-8LSは周回探査機であった。
E-8型探査機の打ち上げの準備は1969年に整ったが、最初の2回の打ち上げは失敗した。2回目の飛行で打ち上げられたのは土壌を回収して地球へ届けるE-8-5だった。これにはアポロ計画に先駆けて地球に月の石を持ち帰り、世界にアピールする狙いがあった。
3回目の打ち上げもE-8-5が使用された。ルナ15号と名づけられたこの探査機が打ち上げられたのは、アポロ11号のわずか3日前だった。ルナ15号は月周回軌道に留まった後、アポロ11号の着陸直前に月面への降下を開始した。順調に進めばアポロの帰還の前に世界初の月の石を手に入れることができるはずであったが、探査機は着陸前の減速に失敗して墜落した。
ルナ15号の失敗によりソ連はアメリカより先に月の石を手に入れることはできなかった。しかし有人月着陸のために月の土壌の安全性を調査し、また技術力のアピールに役立てるため、E-8-5の打ち上げは続けられた。ルナ15号以降、3機の探査機がプロトンロケットの故障により失われたが、1970年9月12日に打ち上げられたルナ16号は初めて無人で月の土を地球に送り返すことに成功した。
1970年11月10日にはルナ17号（E-8）が打ち上げられ、世界初の月面車（ルノホート1号）による探査を行った。ルノホート1号の運用は予定を超えて続けられ、大きな成果を挙げた。1971年に打ち上げられたルナ18号（E-8-5）は二度目のサンプルリターンを目指したが、着陸に失敗した。ルナ19号（E-8-LS）は月周回探査機で、軌道投入後1年以上にわたって観測を行った。1972年のルナ20号（E-8-5）は30gと少量ながらも二度目の月の土壌回収を果たした。1973年のルナ21号はソ連としては2台目となる月面車を月に降ろし、5ヶ月間の探査を行った。
このように有人飛行へ向けての月の調査は十分に進められていたのに対し、有人飛行計画そのものは頓挫していた。特にN-1ロケットが4回連続で試験飛行に失敗して実用化の目処が立たないことが障害となった。こうした中、1974年5月に有人月着陸計画（L3計画）の中止が決定され、ルナ計画の意義は薄れることとなった。ルナ22号（E-8-LS）は19号に続く月周回機で、1974年6月から翌年9月まで月を探査した。続いて2回の失敗ののち1976年8月にルナ24号（E-8-5）が月の土壌170gを地球に送り届け、これをもってルナ計画は終了した。
なお、後継の計画としてルナグローブ計画の探査機に対して、ルナ25号から29号の名前が付けられることになったと2013年春に報道されている。

## ルナ探査機の功績
- ルナ1号：1959年1月2日、月近傍を通過。世界初の人工惑星になる。
- ルナ2号：1959年9月4日、「晴れの海」に命中。月に初めて人工物を送り込む。
- ルナ3号：1959年10月7日、世界で初めて月の裏側を撮影。
- ルナ9号：1966年2月3日、世界初の月面軟着陸。着陸地点は「嵐の大洋」。
- ルナ10号：1966年4月3日、世界で初めて月の人工衛星になる。
- ルナ16号：1970年9月20日、「豊かの海」に軟着陸。岩石の標本を採取後、9月24日無事に帰還。
- ルナ17号：1970年11月17日、「雨の海」に軟着陸し、世界初の月面車ルノホート1号が活動する。
- ルナ24号：1976年8月18日、「危機の海」に着陸し標本を地球へ送る。ルナ計画最後のミッション。

## 型式
ルナ計画で使用された探査機の種類は10にも及んだ。重量は1号では361kgだったものが年を追うごとに巨大化し、最終的には5トンを超える巨大な物まで打ち上げられた。打ち上げに使用されたロケットも、ボストークロケット、モルニヤロケット、プロトンロケットと移り変わっていった。
ルナ計画で使用された探査機の型式を、打ち上げロケットを基準として3つに大別し説明する。

### 初期型
ここではボストークロケットによって打ち上げられた型式を初期型としている。重量はいずれも数百kgで、後の型と比べて小型で単純な構造をしていた。
E-11号と2号で使用。月への衝突を目的とする。球体に観測機器やアンテナが突出していた。磁力計やガイガーカウンターを搭載し、月と地球の間の宇宙空間の観測を行った。1号は月から6000kmの距離を通過するに終わったが、2号は世界で初めて月面に到達した人工物となった。
E-33号で使用。月をフライバイし、月の裏側を撮影する。先端が半球状になった円筒形のボディを持ち、内部にはカメラ・現像装置・スキャナーから構成される撮影システムを備えていた。重量はE-1型より軽かった。ルナ3号が世界で初めて月の裏側を写真撮影することに成功し、目標は達成された。

### 中期型（E-6シリーズ）
モルニヤロケットで打ち上げられた型式で、重量は1.5トン前後だった。減速用ロケットエンジンを搭載したユニットに着陸機や軌道船が結合するという構成になっており、設計の共通化が図られた。
E-64号、5号、6号、7号、8号、9号で使用。ルナの名前が与えられていないこの型式の探査機として、スプートニク25号、コスモス60号がある。世界初の月面軟着陸を目指した。着陸機は脚を持たない球形のカプセルで、着陸前に飛行ステージによって減速を行い、エアバッグによる着陸を行った。着陸後はカプセルの半分が花びらのように展開し、周辺の写真を撮影して送信した。8号までは全て失敗したが、9号で世界初の月軟着陸が達成された。
E-6Sコスモス111号とルナ10号で使用。着陸機に代わって周回機が搭載されていた。周回機の重量は245kgで、7種類の科学観測装置による観測を行った。コスモス111号は失敗したが、ルナ10号が世界初の月の人工衛星（地球の孫衛星）になり、月軌道上から56日間の観測を行った。
E-6LF11号と12号で使用。E-6Sと同じ周回探査機だったが、観測装置が増強されていた。11号と12号では搭載する観測装置が異なり、11号は月の組成などを調べたのに対し12号はカメラで月の地形を観測した。それぞれ38日間と85日間の探査を行っている。
E-6M13号で使用。E-6を改良した着陸型の探査機。基本的な設計はそのままだったが、新たに土壌観測装置などの機材が追加され、全備重量が1.7トンに増大した。
E-6LS14号で使用。周回探査機。E-6シリーズの最後の型式だった。

### 後期型（E-8シリーズ）
プロトンロケットで打ち上げられたルナ計画の最後のシリーズで、重量は5トン以上に達した。E-6シリーズと同様に部品の共通化が図られた。
E-8-515号、16号、18号、20号、23号、24号で使用。コスモス300号と305号もこの型式に当たる。月土壌のサンプルリターンを計画していた。有人月面着陸に先駆けて、月面の土壌に有害な未知のバクテリアがいないかどうかを調べる目的もあった。また、月面に残される着陸機下部は、全自動操縦である有人月面着陸機を誘導する、位置信号を発するビーコンとして機能する予定であった。16号、20号、24号が成功を収めている。
E-817号と21号で使用。無人月面車「ルノホート」搭載。有人月面着陸候補地点の詳細な探査を目的とする。17号21号ともに月面への着陸に成功し、それぞれ15km、37kmを走破した。ルナ17号に搭載されたルノホート1号は世界で初めての月面車だった。
E-8-LS19号と22号で使用。重量5.6トンの大型月孫衛星。有人月面着陸候補地点の詳細調査、および、全自動操縦で行われる有人月面着陸のための、重力分布データ収集などを目的とする。22号は、高度が航空機並みの16kmの円軌道であった。
E-8-6（中止）生命維持装置と、有人月面着陸船を誘導する位置電波発信機を備えた無人月面車。有人月面着陸の1ヶ月前に打ち上げられ、有人月面着陸予定地点に着陸し、有人着陸に安全な場所を探して停止する。続いて打ち上げられる有人月面着陸船はE-8-6の近傍に全自動操縦で着陸し、月飛行士はE-8-6月面車に乗車して運転する予定であった。

## ミッションの一覧
以下の一覧には打ち上げに失敗したものや、スプートニクあるいはコスモス衛星として公表されたものを含んでいる。打ち上げに失敗したミッションの名称は、NSSDCが与えた仮名称に基づく。
| 名称             | 打ち上げ年月日 | 型式  | 目的       | 成果                                                                                             |
| ---------------- | -------------- | ----- | ---------- | ------------------------------------------------------------------------------------------------ |
| （ルナ1958A）    | 1958年9月23日  | E-1   | 衝突       | 打ち上げ失敗。発射92秒後に爆発。                                                                 |
| （ルナ1958B）    | 1958年10月11日 | E-1   | 衝突       | 打ち上げ失敗。発射100秒後に爆発。                                                                |
| （ルナ1958C）    | 1958年12月4日  | E-1   | 衝突       | 打ち上げ失敗。発射245秒後に爆発。                                                                |
| ルナ1号          | 1959年1月2日   | E-1   | 衝突       | 1月4日に月から6000kmを通過。                                                                     |
| （ルナ1959A）    | 1959年6月18日  | E-1   | 衝突       | 打ち上げ失敗。                                                                                   |
| ルナ2号          | 1959年9月12日  | E-1   | 衝突       | 9月14日に世界で初めて月面に到達                                                                  |
| ルナ3号          | 1959年10月4日  | E-3   | フライバイ | 10月7日に世界で初めて月の裏側を撮影                                                              |
| （ルナ1960A）    | 1960年4月15日  | E-3   | フライバイ | 打ち上げ失敗。                                                                                   |
| （ルナ1960B）    | 1960年4月16日  | E-3   | フライバイ | 打ち上げ失敗。発射直後に分解・爆発。                                                             |
| スプートニク25号 | 1963年1月4日   | E-6   | 軟着陸     | 地球周回軌道からの離脱に失敗。                                                                   |
| （ルナ1963B）    | 1963年2月3日   | E-6   | 軟着陸     | 打ち上げ失敗。軌道投入に失敗し太平洋に墜落。                                                     |
| ルナ4号          | 1963年4月2日   | E-6   | 軟着陸     | 軌道修正に失敗。月から8400kmを通過。                                                             |
| （ルナ1964A）    | 1964年3月21日  | E-6   | 軟着陸     | 打ち上げ失敗。                                                                                   |
| （ルナ1964B）    | 1964年4月20日  | E-6   | 軟着陸     | 打ち上げ失敗。                                                                                   |
| コスモス60号     | 1965年3月12日  | E-6   | 軟着陸     | 地球周回軌道からの離脱に失敗。                                                                   |
| （ルナ1965A）    | 1965年4月10日  | E-6   | 軟着陸     | 打ち上げ失敗。                                                                                   |
| ルナ5号          | 1965年5月9日   | E-6   | 軟着陸     | 減速に失敗。月面に衝突。                                                                         |
| ルナ6号          | 1965年6月8日   | E-6   | 軟着陸     | 軌道修正に失敗（ロケットの異常噴射）。月から16万kmを通過。                                       |
| ルナ7号          | 1965年10月4日  | E-6   | 軟着陸     | 減速に失敗（早すぎる逆噴射）。月面に衝突。                                                       |
| ルナ8号          | 1965年12月3日  | E-6   | 軟着陸     | 減速に失敗（遅すぎる逆噴射）。月面に衝突。                                                       |
| ルナ9号          | 1966年1月31日  | E-6   | 軟着陸     | 2月3日に世界初の月軟着陸。月面のパノラマを送信。                                                 |
| コスモス111号    | 1966年3月1日   | E-6S  | 周回       | 地球周回軌道からの離脱に失敗。                                                                   |
| ルナ10号         | 1966年3月31日  | E-6S  | 周回       | 4月3日、世界で初めて月を周回。56日間活動。                                                       |
| ルナ11号         | 1966年8月24日  | E-6LF | 周回       | 8月28日に月周回軌道へ投入。33日間活動。                                                          |
| ルナ12号         | 1966年10月22日 | E-6LF | 周回       | 10月25日に月周回軌道へ投入。85日間活動。                                                         |
| ルナ13号         | 1966年10月21日 | E-6M  | 軟着陸     | 12月24日に月面へ軟着陸。写真撮影や土壌の調査。                                                   |
| コスモス159号    | 1967年5月16日  | E-6LS | 周回       | 地球周回軌道からの離脱に失敗。                                                                   |
| （ルナ1968A）    | 1968年2月7日   | E-6LS | 周回       | 打ち上げ失敗。                                                                                   |
| ルナ14号         | 1968年4月7日   | E-6LS | 周回       | 4月10日月周回軌道投入。通信の実験など。                                                          |
| （ルナ1969A）    | 1969年2月19日  | E-8   | 月面車     | 打ち上げ失敗。発射40秒後に爆発。                                                                 |
| （ルナ1969B）    | 1969年4月15日  | E-8-5 | 土壌回収   | 打ち上げ失敗。                                                                                   |
| （ルナ1969C）    | 1969年6月14日  | E-8-5 | 土壌回収   | 打ち上げ失敗。                                                                                   |
| ルナ15号         | 1969年7月13日  | E-8-5 | 土壌回収   | 7月17日月周回軌道投入。 7月20日に月面へ降下するも着陸失敗。                                      |
| コスモス300号    | 1969年9月23日  | E-8-5 | 土壌回収   | 地球周回軌道からの離脱に失敗。                                                                   |
| コスモス305号    | 1969年10月22日 | E-8-5 | 土壌回収   | 地球周回軌道からの離脱に失敗。                                                                   |
| （ルナ1970A）    | 1970年2月6日   | E-8-5 | 土壌回収   | 打ち上げ失敗。                                                                                   |
| ルナ16号         | 1970年9月12日  | E-8-5 | 土壌回収   | 9月17日月周回軌道投入。9月20日軟着陸成功。 9月24日に101gの月の土壌を載せたカプセルが地球へ帰還。 |
| ルナ17号         | 1970年11月10日 | E-8   | 月面車     | 11月15日月周回軌道投入。11月17日軟着陸成功。 月面車ルノホート1号が11ヶ月間活動。                 |
| ルナ18号         | 1971年9月2日   | E-8-5 | 土壌回収   | 9月7日月周回軌道投入。 9月11日に月面へ降下するも着陸失敗。                                       |
| ルナ19号         | 1971年9月28日  | E-8LS | 周回       | 10月3日月周回軌道投入。 1972年10月ごろまで活動。                                                 |
| ルナ20号         | 1972年2月14日  | E-8-5 | 土壌回収   | 2月18日月周回軌道投入。2月21日軟着陸成功。 2月25日に30gの月の土壌を載せたカプセルが地球へ帰還。  |
| ルナ21号         | 1973年1月8日   | E-8   | 月面車     | 1月12日周回軌道投入。1月15日軟着陸成功。 月面車ルノホート2号が5ヶ月間活動。                      |
| ルナ22号         | 1974年5月29日  | E-8LS | 周回       | 6月2日月周回軌道投入。 1975年9月まで活動。                                                       |
| ルナ23号         | 1974年10月28日 | E-8-5 | 土壌回収   | 11月2日周回軌道投入。11月6日に着陸。 探査機が損傷したため土壌の採取に失敗。                      |
| （ルナ1975A）    | 1975年10月16日 | E-8-5 | 土壌回収   | 打ち上げ失敗。                                                                                   |
| ルナ24号         | 1976年8月9日   | E-8-5 | 土壌回収   | 8月13日月周回軌道投入。8月18日軟着陸成功。 8月22日に170gの月の土壌を載せたカプセルが地球へ帰還。 |

なお、2015年以降に打ち上げが計画されているルナグローブ計画の探査機に対しても、ルナ25号から29号の名前が付けられている。